# قوزان (ترکیه)
کزان (به ترکی استانبولی: Kozan) شهری است در کشور ترکیه که در استان آدانا واقع شده‌است. جمعیت این شهر بر اساس سرشماری سال ۲۰۰۸ میلادی ۷۲٬۷۲۷ نفر و بر اساس برآوردهای سال ۲۰۰۹ میلادی ۷۴٬۵۲۱ نفر می‌باشد.